# Srbija i Crna Gora
Srbija i Crna Gora (SCG) bila je državna zajednica Srbije i Crne Gore koja je naslijedila Saveznu Republiku Jugoslaviju. Nakon referenduma o samostalnosti u Crnoj Gori prestala je postojati. Graničila je s Mađarskom, Hrvatskom i Bosnom i Hercegovinom na zapadu, Rumunjskom i Bugarskom na istoku, te Albanijom, (Kosovom poslije 1999. godine) i Makedonijom na jugu.
Srbija i Crna Gora, preostale federalne republike SFRJ-a, dogovorile su suradnju u određenim političkim područjima (npr. obrambeni savez). Svaka je imala svoju gospodarsku politiku i valutu. Zajednica nije imala jedinstveni glavni grad. Iako je većina ustanova bila u Beogradu, neke su bile premještene u Podgoricu.
Ustavna povelja donesena je 4. veljače 2003. Crna Gora je putem referenduma o državnom statusu za 21. svibnja 2006. godine izglasala neovisnost.
Dana 3. lipnja 2006. Crna Gora je proglasila neovisnost, a 5. lipnja 2006. i Srbija. Crna Gora, a time i Srbija, je 8. lipnja 2006. priznata kao neovisna država.

## Povijest
Kad je državna zajednica između Srbije i Crne Gore osnovana 1992. godine, Ujedinjeni narodi i mnoge pojedine države 
(pogotovo SAD) nisu je htjeli priznati kao nasljednika SFRJ.  
To se dogodilo zbog rata u bivšoj Jugoslaviji, koji je spriječio dogovor o podjeli federalne imovine i obveza, pogotovo vanjskog duga. 
Savezna Republika Jugoslavija (SRJ), kako se federacija tada zvala, primljena je u Ujedinjene narode 2000., 
nakon više godina sankcija Vijeća sigurnosti Ujedinjenih naroda.
Srbija i Crna Gora su 2002. godine sklopile novi sporazum o nastavku suradnje, koji je između ostaloga ukinuo ime "Jugoslavija". 
4. veljače 2003. Savezni je parlament stvorio državu pod imenom Državna zajednica Srbija i Crna Gora (tako da je ispravno bilo reći Srbija i Crna Gora je..., a ne Srbija i Crna Gora su... ako se odnosi na Državnu Zajednicu).

### Razdoblje Savezne Republike Jugoslavije
Srbija i Crna Gora su stvorile Saveznu Republiku Jugoslaviju (SRJ) 27. travnja 1992. godine, kada je donijet i novi ustav. Prvi je predsjednik bio Dobrica Ćosić. Sebe je smatrala sljednicom SFRJ. Takav pravno neutemeljen stav je izazvao oštra protivljenja ostalih država sljednica SFRJ. Tako je 2001. godine potpisan sporazum kojim su kao sljednice određene sve bivše jugoslavenske republike. 
Odlukom Glavne skupštine Ujedinjenih Naroda uvedene su opće sankcije SRJ pod optužbom da je kriva za rat u BiH. Jedna od najvećih hiperinflacija na svijetu je obilježila 1993. godinu u SRJ. 
Paravojne snage kosovskih Albanaca su koncem devedesetih preuzele nadzor nad određenim dijelima Kosova. Srbija i Crna Gora je vojno intervenirala na području, koje je tada bilo međunarodno priznati dio SR Jugoslavije. Vojna intervencija se počela izrađati u etničko čišćenje gore vrste ( dopustilo se djelovanje srpskih paravojnih formacija, stvorenih od kažnjenika ) nego što je bio to slučaj u Hrvatskoj i Bosni i Hercegovini. 
Situacija je zahtijevala brzo djelovanje međunarodne zajednice, jer je prijetila veća humanitarna katastrofa od one u Hrvatskoj i Bosni i Hercegovini. Poslije neuspjelih pregovora u Rambouilletu, Sjeveroatlantski savez - NATO je izvršio niz zračnih napada na vojne i strateške ( mostovi i sl. ) ciljeve u SR Jugoslaviji 24. ožujka - 10. lipnja 1999. godine. Poginulo je 1200-2500 civila, a ranjeno 5000 ljudi. Neslužbena je šteta procijenjena ( od strane srpskih izvora ) na 30 milijarda USD. 09. svibnja je potpisan Kumanovski sporazum o prekidu ratnih djelovanja. Rezolucijom 1244 o Kosovu, Pokrajina je stavljena pod upravu Ujedinjenih Naroda, UNMIK-a i KFOR-a uz sudjel NATO-a, također je zajamčena cjelovitost tadašnje SRJ. 
24. rujna 2000. godine održani su savezni predsjednički i parlamentarni izbori. Na izborima za predjednika SRJ izabran je kandidat koalicije Demokratske opozicije Srbije (DOS) Vojislav Koštunica. Zbog nepriznavanja rezultata Savezne izborne komisije, došlo je do prosvjeda u Beogradu 5. listopada, na kojima se okupilo više stotina tisuća ljudi. Demonstranti su provalili u Saveznu skupćinu i držanu televiziju. Slobodan Milošević je sutradan priznao pobjedu Vojislava Koštunice i DOS-a. 
4. veljače 2003. godine je potpisana Beogradska povelja, sporazum o uspostavljanju novih odnosa izmjeđu Srbije i Crne Gore. Stvorena je Državna Zajednica Srbija i Crna Gora. Upravno središte državne zajednice je Beograd, a sjedište Vrhovnog suda je u Podgorici.
21. svibnja 2006. godine u Crnoj Gori održan je referendum na kojem je s 55,5 % pobijedila opcija za neovisnost. 3. lipnja 2006. godine Crna Gora je i službeno proglasila neovisnost, čime je Državna zajednica Srbija i Crna Gora prestala postojati.

## Gospodarstvo
Gospodarstvo se upola smanjilo od 1990. godine zbog lošeg upravljanja, međunarodnih sankcija i štete zbog rata na Kosovu. Nakon zbacivanja predsjednika Slobodana Miloševića u listopadu 2000., koalicijska je vlada uvela mjere za stabilizaciju i agresivni program reforme tržišta. 
Članstvo u MMF-u je obnovljeno u prosincu 2000. Donatorska konferencija Svjetske banke i Europske komisije održana u lipnju 2001. skupila je 1.3 milijarda dolara za gospodarsko restrukturiranje SiCG. U studenom 2001. dogovoreno je da će se otpisati 66% duga od 4.5 milijarda dolara prema Pariškom klubu, a još se priprema sličan sporazum o otpisu za 2.8 milijarda dolara duga prema Londonskom klubu. 
Crna Gora je odvojila svoje gospodarstvo od federacije i Srbije još tijekom Miloševićeve vlasti. Danas ima svoju središnju banku, koristi euro kao službenu valutu, naplaćuje svoju carinu i ima svoj proračun. 
Pokrajina Kosovo, pod upravom UN-a, prima financijsku i tehničku pomoć od međunarodne zajednice. Službene valute su euro i srpski dinar, dok UN-ova uprava prikuplja poreze i vodi proračun. 
Složenost političkih odnosa Srbije i Crne Gore, spora privatizacija i stagnacija europskog gospodarstva koče razvitak. Sporazumi i MMF-om, a pogotovo porezni uvjeti, važan su element u određivanju politike. Velika nezaposlenost je jedan od ključnih političko-ekonomskih problema. 

## Pokrajine
- Srbija
  - Beograd - glavni grad Srbije i glavni grad SiCG
  - Autonomna Pokrajina Vojvodina
    - Novi Sad - glavni grad

  - Kosovo i Metohija - pod upravom UNMIK, status neodređen
    - Priština - glavni grad
- Crna Gora
  - Podgorica - glavni grad Crne Gore i sjedište Vrhovnog suda SiCG

## Reljef
U SiCG se izdvajaju 3 reljefne cjeline - panonska regija, planinska regija te primorje.
Panonska regija podrazumijeva Vojvodinu (Bačka, Banat i Srijem). Čine ju lesne zaravni i široke ravnice uz rijeke. Najviša točka je na Fruškoj gori (500 m).
Planinsku regiju čini dinarski prostor koji zauzima 2/3 države koji se prema jugu nastavlja na Šarsko - pindsko gorje. Najviši vrh je Đeravica na Prokletijama, 2656 m. Na jugozapadu su kredni i jurski vapnenci koji tvore krški reljef Crne Gore, dok su drugdje zaobljena, znatno snižena gorja od silikatnih stijena. Na istoku se proteže Karpatsko - balkanski niz kojeg čini unutrašnja kristalinska zona na koju se nastavljaju mezozojski vapnenci i pješčenjaci. Dunav se kroz planinski prostor probio 100 kilometara dugačkom Đerdapskom klisurom. Između dva niza prostire se Rodopsko staro gorje - kristalasti škriljci, mramor, granit te vulkansko kamenje - Jastrebac, Kopaonik, Rudnik, Avala. Između njih prostiru se kotline ispunjene plodnim tercijarnim jezerskim naslagama:
- Metohijska kotlina
- Kosovska kotlina
- Leskovačka kotlina
- Niška kotlina

Primorje obilježava krški reljef u uskom obalnom pojasu. Oko Skadarskog jezera protežu se močvarne flišne zaravni.

## Vode
Najvažnije rijeke Srbije i Crne Gore su Dunav, Tisa, Tamiš, Sava, Drina, Morava, Timok, Bojana, Morača. 
Od jezera ističe se Skadarsko jezero na granici Crne Gore i Albanije.

## Stanovništvo
Zbog kosovske neovisnosti 1999., popisom iz 2002. može se samo procijeniti broj stanovnika. Ono leži negdje oko 10.4 milijuna stanovnika ( Srbija 7.498.000, Crna Gora 620.320 ) s gustoćom naseljenosti od 102 stanovnika/km2.
Prema popisu stanovništva iz 1991. Srbija i  Crna Gora su imale 10.394.026 stanovnika . Etnički sastav je bio sljedeći: Srbi 62.3 %, Albanci 16.5 %, Crnogorci 5 %, Jugoslaveni 3.4 %, Mađari 3.3 %, Bošnjaci 3.2 %, Romi 1.4 %, Hrvati 1.1 %, Slovaci 0.6 % i drugi.

## Naselja
U zagradama je broj stanovnika 2002.

Apatin (21.659), Aranđelovac (32.833), Arilje, Bačka Palanka (34.022), Bečej (25.774), Grad Beograd (1.574.050), Bor (45.222), Čačak (80.401), Ćuprija (24.787), Đakovica, Gnjilane, Gornji Milanovac (27.225), Inđija (28.444), Istok, Jagodina (50.193), Kikinda (47.262), Knjaževac (24.593), Kosovska Mitrovica, Grad Kragujevac (175.182), Kraljevo (67.556), Krupanj, Kruševac (75.256), Kuršumlija, Lapovo, Leskovac (76.562), Loznica (43.213), Ljubovija, Mali Zvornik, Negotin, Grad Niš (250.180), Nova Varoš, Novi Pazar (64.602), Grad Novi Sad (298.139), Obrenovac, Pančevo (83.692), Paraćin (31.760), Peć, Pirot (48.792), Požarevac (50.847), Požega, Prijepolje, Grad Priština, Prokuplje (31.568), Raška, Ruma (37.253), Sivac, Smederevo (77.651), Smederevska Palanka (37.749), Sombor (50.950), Srijemska Mitrovica (59.934), Stara Pazova, Subotica (116.365), Šabac (72.233), Uroševac, Užice (67.389), Valjevo (67.298), Vranje (65.926), Vrnjačka Banja, Vršac (40.329), Zaječar (49.082), Zrenjanin (89.245)

## Promet
Srbija, a pogotovo dolina rijeke Morave, ponekad se opisuje kao "raskrižje istoka i zapada", zbog čega je imala burnu povijest. Ta je dolina najlakši način da se kopnom stigne iz kontinentalne Europe u Grčku i Malu Aziju.
Glavne europske prometnice koje idu kroz Srbiju su E75 i E70. E763/E761 je najvažnija cesta koja povezuje Srbiju i Crnu Goru.
Dunav, važna međunarodna rijeka, teče kroz Srbiju. Najveća morska luka je Bar u Crnoj Gori.

## Vanjska poveznica
- Prvi neslužbeni rezultati referenduma o neovisnosti u Vjesniku